# 김왕용

## 영화
- 2019년 《나쁜 녀석들: 더 무비》 ... 보스급 조폭 6 역

## 드라마
- 2021년 KBS2 《연모》 - 사형 집행관 역